# 베이스볼 투나잇
베이스볼 투나잇(Baseball Tonight)은 MBC 스포츠플러스에서 방송되는 KBO 리그 하이라이트 프로그램으로 KBO 리그 시즌에만 방송된다.
방송 당일에 열렸던 프로야구 경기들의 하이라이트를 주로 방송하고 있다. 시즌 3 방송부터는 그날 있었던 경기들 중에서 있었던 플레이들을 입체분석하는 플레이 백 시스템을 도입하여 시청자의 이해를 돕고 있다.
시즌 4 방송부터는 Wavve과 SK 텔레콤의 T 베이스볼 앱을 통해 다시 볼 수 있다. 2010 시즌부터 2013 시즌까지는 '베이스볼 투나잇 야!'라는 이름으로 방영되었고, 2014 시즌부터 당일 경기 프리뷰 형식인 '베이스볼 투데이'와 당일 경기 하이라이트 형식인 '베이스볼 투나잇'으로 분리된다. 2014년 시즌 후부터 2015 시즌 전까지는 스포츠 투나잇이라는 이름으로 야구, 축구, 농구를 다뤘다. 2015 시즌부터 프리뷰 프로그램이 베이스볼 NOW로 명칭을 바꾸게 된다. 2016 스토브리그 기간에는 엠스플 투나잇이라는 이름으로 방송되었다. 2019 시즌부터는 메이저리그 투나잇과 통합되어 KBO와 MLB 모두 다루게 된다. 2020 시즌에는 메이저리그 하이라이트는 메이저리그 와우라는 신설 프로그램에서 경기 분석은 베이스볼 투나잇에서 다루었다. 2021 시즌부터는 MLB 중계를 안해 KBO 경기만 다룬다.

## 역대 진행자
- 시즌 1 - 김민아(평일), 송지선(주말)
- 시즌 2 - 김민아(송지선의 사망으로 인하여 5월부터는 김민아 - 단독 진행)
- 시즌 3 ~ 시즌 4 - 김민아(평일), 김선신(주말)
- 시즌 5 ~ 시즌 8 - 김선신(평일(화요일~목요일)), 배지현(주말(금요일~일요일))
- 시즌 9 - 장예인(평일(화요일~목요일)), 박지영(주말(금요일~일요일))
- 시즌 10 - 김선신(평일(화요일~목요일)), 박지영(주말(금요일~일요일)), 최은지, 김희주 (MLB 분석 코너)
- 시즌 11 - 현재 김희연, 조민지 (격주 로테이션 체제)

## 해설 위원
- 심재학
- 박재홍
- 심수창
- 이상훈
- 김선우
- 양준혁

## 같이 보기
- 아이 러브 베이스볼
- 베이스볼 S
- 야구 읽어주는 남자
- 워너 B
- 베이스볼 투데이
- 오늘의 야구
- 먼데이 나잇 베이스볼
- 주간야구
- 야시장
- 불야성
- 스포츠 타임 베이스볼
- 랭킹 베이스볼
- 베이스볼 어워즈